# Carsten Jancker
Carsten Jancker (Grevesmühlen, 28 agosto 1974) è un allenatore di calcio ed ex calciatore tedesco, di ruolo attaccante.

## Caratteristiche tecniche
Jancker era un centravanti potente, forte fisicamente, ma piuttosto lento. Era bravo nei colpi di testa e segnava spesso con un diagonale destro a incrociare dopo essere entrato in area.

## Carriera

### Club
Iniziò la carriera nella stagione 1992-1993 all'Hansa Rostock senza collezionare nessuna presenza, quindi trascorse le due successive al Colonia; nella stagione 1995-1996 passò al Rapid Vienna, che lo pagò il corrispettivo di € 250.000 odierni, con cui partecipò ad una finale della Coppa della Coppe: Jancker fu tra i protagonisti del torneo, segnando il 4-0 ai supplementari che consente agli austriaci di eliminare lo Sporting Lisbona nella sfida di ritorno degli ottavi di finale, che aveva vinto 2-0 in casa all'andata. Ai quarti c'è la Dinamo Mosca: al ritorno, in Austria, Jancker realizzò una doppietta (3-0), decidendo il match. In semifinale il Rapid affrontò il Feyenoord: 4-1 tra andata e ritorno, tre gol del bomber tedesco, ma in finale la spunta il PSG per 1-0.
Dal 1996 al 2002 giocò nel Bayern Monaco (i bavaresi sborsano circa € 770.000 odierni per ottenerne il cartellino) vincendo, tra le altre cose, quattro campionati e una UEFA Champions League.
Nel 2002 si trasferì in Italia, per giocare nell'Udinese: i bianconeri pagarono € 2,5 milioni al Bayern per l'attaccante, che alla fine segnerà 3 gol in 38 partite tra campionato e Coppa Italia. Chiamato a sostituire il partente Roberto Sosa, Jancker inizialmente parte titolare salvo poi venire rimpiazzato da Vincenzo Iaquinta per le prestazioni deludenti. Dopo avere deluso le aspettative a giugno 2004 chiese ed ottenne la rescissione del contratto con la società di Udine.
Svincolatosi, tornò in patria al Kaiserslautern fino alla stagione 2005-2006, durante la quale, a metà campionato, si trasferì al Shanghaï Shenhua. Nel 2006 passò al Mattersburg, con cui chiuse la carriera.

### Nazionale
Con la Nazionale tedesca ha giocato Euro 2000 e il Mondiale 2002 (in cui ha giocato le 3 partite nella fase a gironi, segnando anche nel netto successo per 8-0 contro l'Arabia Saudita), perso in finale contro il Brasile. In totale con la Germania ha segnato 10 goal in 33 partite (uno di questi lo ha segnato nella sconfitta per 1-5 contro l'Inghilterra, realizzando il momentaneo 1-0 dei tedeschi).

## Dopo il ritiro
Dal 1º febbraio 2010 diventa preparatore del Neusiedl/See.
Dal 1º luglio 2010 diventa allenatore del Rapid Vienna Under-18. Il 17 aprile 2013 diventa vice allenatore di Zoran Barišić al Rapid.
Jancker è diventato l'allenatore del SV Horn nel giugno 2017.  È stato licenziato il 28 novembre 2018. Nell'aprile 2019 è stato nominato allenatore dell'FC Marchfeld Donauauen, nella Fußball-Regionalliga a partire dal 1º maggio 2019.

## Statistiche

### Cronologia presenze e reti in nazionale
| Cronologia completa delle presenze e delle reti in nazionale ― Germania | Cronologia completa delle presenze e delle reti in nazionale ― Germania | Cronologia completa delle presenze e delle reti in nazionale ― Germania | Cronologia completa delle presenze e delle reti in nazionale ― Germania | Cronologia completa delle presenze e delle reti in nazionale ― Germania | Cronologia completa delle presenze e delle reti in nazionale ― Germania | Cronologia completa delle presenze e delle reti in nazionale ― Germania | Cronologia completa delle presenze e delle reti in nazionale ― Germania |
| Data                                                                    | Città                                                                   | In casa                                                                 | Risultato                                                               | Ospiti                                                                  | Competizione                                                            | Reti                                                                    | Note                                                                    |
| ----------------------------------------------------------------------- | ----------------------------------------------------------------------- | ----------------------------------------------------------------------- | ----------------------------------------------------------------------- | ----------------------------------------------------------------------- | ----------------------------------------------------------------------- | ----------------------------------------------------------------------- | ----------------------------------------------------------------------- |
| 14-10-1998                                                              | Chișinău                                                                | Moldavia                                                                | 1 – 3                                                                   | Germania                                                                | Qual. Euro 2000                                                         | -                                                                       | 74’                                                                     |
| 27-3-1999                                                               | Belfast                                                                 | Irlanda del Nord                                                        | 0 – 3                                                                   | Germania                                                                | Qual. Euro 2000                                                         | -                                                                       | 68’                                                                     |
| 31-3-1999                                                               | Norimberga                                                              | Germania                                                                | 2 – 0                                                                   | Finlandia                                                               | Qual. Euro 2000                                                         | -                                                                       | 76’                                                                     |
| 28-4-1999                                                               | Brema                                                                   | Germania                                                                | 0 – 1                                                                   | Scozia                                                                  | Amichevole                                                              | -                                                                       | 88’                                                                     |
| 14-11-1999                                                              | Oslo                                                                    | Norvegia                                                                | 0 – 1                                                                   | Germania                                                                | Amichevole                                                              | -                                                                       | 83’                                                                     |
| 3-6-2000                                                                | Norimberga                                                              | Germania                                                                | 3 – 2                                                                   | Rep. Ceca                                                               | Amichevole                                                              | 1                                                                       | 57’                                                                     |
| 7-6-2000                                                                | Friburgo                                                                | Germania                                                                | 8 – 2                                                                   | Liechtenstein                                                           | Amichevole                                                              | 2                                                                       | 46’                                                                     |
| 17-6-2000                                                               | Charleroi                                                               | Inghilterra                                                             | 1 – 0                                                                   | Germania                                                                | Euro 2000 - 1º turno                                                    | -                                                                       |                                                                         |
| 20-6-2000                                                               | Rotterdam                                                               | Portogallo                                                              | 3 – 0                                                                   | Germania                                                                | Euro 2000 - 1º turno                                                    | -                                                                       | 26’ 69’                                                                 |
| 16-8-2000                                                               | Hannover                                                                | Germania                                                                | 4 – 1                                                                   | Spagna                                                                  | Amichevole                                                              | -                                                                       | 73’                                                                     |
| 2-9-2000                                                                | Amburgo                                                                 | Germania                                                                | 2 – 0                                                                   | Grecia                                                                  | Qual. Mondiali 2002                                                     | -                                                                       |                                                                         |
| 15-11-2000                                                              | Copenaghen                                                              | Danimarca                                                               | 2 – 1                                                                   | Germania                                                                | Amichevole                                                              | -                                                                       | 73’                                                                     |
| 27-2-2001                                                               | Saint-Denis                                                             | Francia                                                                 | 1 – 0                                                                   | Germania                                                                | Amichevole                                                              | -                                                                       | 67’                                                                     |
| 24-3-2001                                                               | Leverkusen                                                              | Germania                                                                | 2 – 1                                                                   | Albania                                                                 | Qual. Mondiali 2002                                                     | -                                                                       | 46’                                                                     |
| 28-3-2001                                                               | Amarousio                                                               | Grecia                                                                  | 2 – 4                                                                   | Germania                                                                | Qual. Mondiali 2002                                                     | -                                                                       | 78’                                                                     |
| 2-6-2001                                                                | Helsinki                                                                | Finlandia                                                               | 2 – 2                                                                   | Germania                                                                | Qual. Mondiali 2002                                                     | 1                                                                       | 83’                                                                     |
| 6-6-2001                                                                | Tirana                                                                  | Albania                                                                 | 0 – 2                                                                   | Germania                                                                | Qual. Mondiali 2002                                                     | -                                                                       |                                                                         |
| 15-8-2001                                                               | Budapest                                                                | Ungheria                                                                | 2 – 5                                                                   | Germania                                                                | Amichevole                                                              | 1                                                                       | 85’                                                                     |
| 1-9-2001                                                                | Monaco di Baviera                                                       | Germania                                                                | 1 – 5                                                                   | Inghilterra                                                             | Qual. Mondiali 2002                                                     | 1                                                                       |                                                                         |
| 10-10-2001                                                              | Kiev                                                                    | Ucraina                                                                 | 1 – 1                                                                   | Germania                                                                | Qual. Mondiali 2002                                                     | -                                                                       | 68’                                                                     |
| 14-11-2001                                                              | Dortmund                                                                | Germania                                                                | 4 – 1                                                                   | Ucraina                                                                 | Qual. Mondiali 2002                                                     | -                                                                       | 58’                                                                     |
| 13-2-2002                                                               | Kaiserslautern                                                          | Germania                                                                | 7 – 1                                                                   | Israele                                                                 | Amichevole                                                              | -                                                                       | 66’                                                                     |
| 17-4-2002                                                               | Stoccarda                                                               | Germania                                                                | 0 – 1                                                                   | Argentina                                                               | Amichevole                                                              | -                                                                       | 70’                                                                     |
| 9-5-2002                                                                | Friburgo                                                                | Germania                                                                | 7 – 0                                                                   | Kuwait                                                                  | Amichevole                                                              | 1                                                                       |                                                                         |
| 14-5-2002                                                               | Cardiff                                                                 | Galles                                                                  | 1 – 0                                                                   | Germania                                                                | Amichevole                                                              | -                                                                       | 72’                                                                     |
| 18-5-2002                                                               | Leverkusen                                                              | Germania                                                                | 6 – 2                                                                   | Austria                                                                 | Amichevole                                                              | -                                                                       | 73’                                                                     |
| 1-6-2002                                                                | Sapporo                                                                 | Germania                                                                | 8 – 0                                                                   | Arabia Saudita                                                          | Mondiali 2002 - 1º turno                                                | 1                                                                       | 67’                                                                     |
| 5-6-2002                                                                | Kashima                                                                 | Germania                                                                | 1 – 1                                                                   | Irlanda                                                                 | Mondiali 2002 - 1º turno                                                | -                                                                       | 75’                                                                     |
| 11-6-2002                                                               | Shizuoka                                                                | Camerun                                                                 | 0 – 2                                                                   | Germania                                                                | Mondiali 2002 - 1º turno                                                | -                                                                       | 9’ 46’                                                                  |
| 21-8-2002                                                               | Sofia                                                                   | Bulgaria                                                                | 2 – 2                                                                   | Germania                                                                | Amichevole                                                              | 1                                                                       |                                                                         |
| 7-9-2002                                                                | Kaunas                                                                  | Lituania                                                                | 0 – 2                                                                   | Germania                                                                | Qual. Euro 2004                                                         | -                                                                       | 52’ 69’                                                                 |
| 11-10-2002                                                              | Sarajevo                                                                | Bosnia ed Erzegovina                                                    | 1 – 1                                                                   | Germania                                                                | Amichevole                                                              | 1                                                                       |                                                                         |
| 16-10-2002                                                              | Hannover                                                                | Germania                                                                | 2 – 1                                                                   | Fær Øer                                                                 | Qual. Euro 2004                                                         | -                                                                       | 69’                                                                     |
| Totale                                                                  |                                                                         | Presenze                                                                | 33                                                                      |                                                                         | Reti                                                                    | 10                                                                      |                                                                         |

| Cronologia completa delle presenze e delle reti in nazionale ― Germania under 20 | Cronologia completa delle presenze e delle reti in nazionale ― Germania under 20 | Cronologia completa delle presenze e delle reti in nazionale ― Germania under 20 | Cronologia completa delle presenze e delle reti in nazionale ― Germania under 20 | Cronologia completa delle presenze e delle reti in nazionale ― Germania under 20 | Cronologia completa delle presenze e delle reti in nazionale ― Germania under 20 | Cronologia completa delle presenze e delle reti in nazionale ― Germania under 20 | Cronologia completa delle presenze e delle reti in nazionale ― Germania under 20 |
| Data                                                                             | Città                                                                            | In casa                                                                          | Risultato                                                                        | Ospiti                                                                           | Competizione                                                                     | Reti                                                                             | Note                                                                             |
| -------------------------------------------------------------------------------- | -------------------------------------------------------------------------------- | -------------------------------------------------------------------------------- | -------------------------------------------------------------------------------- | -------------------------------------------------------------------------------- | -------------------------------------------------------------------------------- | -------------------------------------------------------------------------------- | -------------------------------------------------------------------------------- |
| 6-3-1993                                                                         | Brisbane                                                                         | Portogallo under 20                                                              | 0 – 1                                                                            | Germania under 20                                                                | Mondiali Under-20 1993 - 1º turno                                                | 1                                                                                | 26’                                                                              |
| 9-3-1993                                                                         | Brisbane                                                                         | Germania under 20                                                                | 2 – 2                                                                            | Ghana under 20                                                                   | Mondiali Under-20 1993 - 1º turno                                                | 1                                                                                | 66’ 89’                                                                          |
| Totale                                                                           |                                                                                  | Presenze                                                                         | 2                                                                                |                                                                                  | Reti                                                                             | 2                                                                                |                                                                                  |

## Palmarès

### Club

#### Competizioni nazionali
- Campionato austriaco: 1

Rapid Vienna: 1996
- Campionato tedesco: 4

Bayern Monaco: 1996-1997, 1998-1999, 1999-2000, 2000-2001
- Coppa di Germania: 2

Bayern Monaco: 1997-1998, 1999-2000
- Coppa di Lega tedesca: 4

Bayern Monaco: 1997, 1998, 1999, 2000

#### Competizioni internazionali
- UEFA Champions League: 1

Bayern Monaco: 2000-2001
- Coppa Intercontinentale: 1

Bayern Monaco: 2001